# Pseudorthodes purpureobrunnea
Pseudorthodes purpureobrunnea är en fjärilsart som beskrevs av Embrik Strand 1917. Pseudorthodes purpureobrunnea ingår i släktet Pseudorthodes och familjen nattflyn. Inga underarter finns listade.